# Ladies Neva Cup
A Ladies Neva Cup (másik nevén St. Petersburg Ladies Trophy) egy női profi tenisztorna, amelyet 2003 óta rendeznek Szentpéterváron. A torna 2003–2015 között ITF $25,000 és ITF $50,000 kategóriájú volt, 2016-ban WTA Premier kategóriájúként került be a versenynaptárba.
A torna 2016. évi összdíjazása 753 000 amerikai dollár. A versenyt fedett, kemény borítású pályán rendezik.

## Döntők

### Egyéni
| Év                    | Győztes               | Ellenfél a döntőben  | Eredmény          |
| --------------------- | --------------------- | -------------------- | ----------------- |
| 2022                  | Anett Kontaveit       | María Szákari        | 5–7, 7–6(4), 7–5  |
| 2021                  | Darja Kaszatkina      | Margarita Gaszparjan | 6–3, 2–1 feladta  |
| ↑ WTA 500 torna ↑     |                       |                      |                   |
| 2020                  | Kiki Bertens          | Jelena Ribakina      | 6–1, 6–3          |
| 2019                  | Kiki Bertens          | Donna Vekić          | 7–6(2), 6–4       |
| 2018                  | Petra Kvitová         | Kristina Mladenovic  | 6–1, 6–2          |
| 2017                  | Kristina Mladenovic   | Julija Putyinceva    | 6–2, 6–7(3), 6–4  |
| 2016                  | Roberta Vinci         | Belinda Bencic       | 6–4, 6–3          |
| ↑ WTA Premier torna ↑ |                       |                      |                   |
| 2015                  | Jeļena Ostapenko      | Patricia Maria Țig   | 3–6, 7–5, 6–2     |
| ↑ ITF $50,000 torna ↑ |                       |                      |                   |
| 2009–2014             | Nem rendezték meg     | Nem rendezték meg    | Nem rendezték meg |
| 2008                  | Magdaléna Rybáriková  | Anna Lapuscsenkova   | 6–4, 6–2          |
| 2007                  | Nem rendezték meg     | Nem rendezték meg    | Nem rendezték meg |
| 2006                  | Alberta Brianti       | Alla Kudrjavceva     | 6–1, 6–4          |
| 2005                  | Jekatyerina Bicskova  | Emma Laine           | 6–1, 6–2          |
| ↑ ITF $25,000 torna ↑ |                       |                      |                   |
| 2004                  | Nasztasszja Jakimava  | Emma Laine           | 3–6, 6–2, 6–1     |
| ↑ ITF $50,000 torna ↑ |                       |                      |                   |
| 2003                  | Jevgenyija Linyeckaja | Tatsiana Uvarova     | 5–7, 6–4, 6–4     |
| ↑ ITF $25,000 torna ↑ |                       |                      |                   |

### Páros
| Év                    | Győztes                                          | Ellenfél a döntőben                        | Eredmény            |
| --------------------- | ------------------------------------------------ | ------------------------------------------ | ------------------- |
| 2022                  | Anna Kalinszkaja Catherine McNally               | Alicja Rosolska Erin Routliffe             | 6–3, 6–7(5), [10–4] |
| 2021                  | Nagyija Kicsenok Raluca Olaru                    | Kaitlyn Christian Sabrina Santamaria       | 2–6, 6–3, [10–8]    |
| ↑ WTA 500 torna ↑     |                                                  |                                            |                     |
| 2020                  | Aojama Súko Sibahara Ena                         | Kaitlyn Christian Alexa Guarachi           | 4–6, 6–0 [10–3]     |
| 2019                  | Margarita Gaszparjan Jekatyerina Makarova        | Anna Kalinszkaja Viktória Kužmová          | 7–5, 7–5            |
| 2018                  | Bacsinszky Tímea Vera Zvonarjova                 | Alla Kudrjavceva Katarina Srebotnik        | 2–6, 6–1, [10–3]    |
| 2017                  | Jeļena Ostapenko Alicja Rosolska                 | Darija Jurak Xenia Knoll                   | 3–6, 6–2, [10–5]    |
| 2016                  | Martina Hingis Szánija Mirza                     | Vera Dusevina Barbora Krejčíková           | 6–3, 6–1            |
| ↑ WTA Premier torna ↑ |                                                  |                                            |                     |
| 2015                  | Viktorija Golubic Aljakszandra Szasznovics       | Stéphanie Foretz Gacon Ana Vrljić          | 6–4, 7–5            |
| ↑ ITF $50,000 torna ↑ |                                                  |                                            |                     |
| 2009–2014             | Nem rendezték meg                                | Nem rendezték meg                          | Nem rendezték meg   |
| 2008                  | Nikola Fraňková Anasztaszija Pavljucsenkova      | Nina Bratcsikova Vaszilisza Davidova       | 6–2, 6–2            |
| 2007                  | Nem rendezték meg                                | Nem rendezték meg                          | Nem rendezték meg   |
| 2006                  | Anasztaszija Pavljucsenkova Julija Szolonyickaja | Julija Bejhelzimer Alla Kudrjavceva        | 6–1, 6–4            |
| 2005                  | Nina Bratcsikova jekatyerina Makarova            | Jekatyerina Koszminszkaja Alla Kudrjavceva | 7–6(2), 6–2         |
| ↑ ITF $25,000 torna ↑ |                                                  |                                            |                     |
| 2004                  | Marija Goloviznyina Jevgenyija Kulikovszkaja     | Darija Kusztava Olena Tatarkova            | 7–5, 6–1            |
| ↑ ITF $50,000 torna ↑ |                                                  |                                            |                     |
| 2003                  | Goulnara Fattakhetdinova Galina Fokina           | Irina Bulikina Jelena Jariska              | 6–0, 6–3            |
| ↑ ITF $25,000 torna ↑ |                                                  |                                            |                     |